# Användarinriktat datorvirus
Ett användarinriktat datorvirus är en typ av kedjebrev som uppträder i form av skämtsamt "datorvirus" via e-post eller via annan informationstjänst. Virus-typen har flera olika namn så som "norskt datorvirus", "albanskt datorvirus", med flera.
Viruset uppmanar explicit användaren att utföra sådant som vanlig skadlig programkod gör i bakgrunden. Genom detta driver man med att en stor del av vad som i folkmun kallas datorvirus faktiskt behöver användarens aktiva medverkan för att kunna spridas: användaren kör datorprogram som kommer med e-post genom att dubbelklicka på bilagan, ibland i tron att det är en oskyldig fil, ibland lurad av en trojansk häst. Skämtet kan också syfta på illa planerade e-postprogram, som på samma sätt godtroget utför instruktionerna i e-postbilagan, utan användarens medvetna val.
Exempel på användarinriktat datorvirus:
Hej, jag är ett norskt datorvirus!

Vänligen sprid mig vidare till alla personer i din adresslista. Radera sedan din egen hårddisk!

Mvh.

Viruset